# Vaga fantasma
Um emprego falso, vaga fantasma ou emprego fantasma é uma oferta de emprego para uma posição que não existe ou já foi preenchida. O empregador pode publicar listas falsas de vagas de emprego por vários motivos, como inflar estatísticas sobre seus setores, proteger a empresa de processos de discriminação, cumprir requisitos de departamentos de recursos humanos, identificar recrutas potencialmente promissores para futuras contratações, pacificar os funcionários existentes de que a empresa está procurando ajuda extra ou reter funcionários desejáveis. Muitas empresas preferem contratar por meio do boca a boca ou internamente para economizar tempo e cortar custos. Eles também podem usar essa estratégia para coletar informações sobre os salários de seus concorrentes. Esse tipo de propaganda enganosa ocorreu em muitos países, incluindo os Estados Unidos. Foram descobertos anúncios falsos que usam a promessa de trabalho remoto como “isca”. Isto é considerado uma tendência crescente e sublinha o poder relativo dos empregadores no mercado de trabalho. Esses tipos de anúncios de emprego podem ter títulos chamativos, descrições vagas ou falta de detalhes; ou podem ser republicações completas de anúncios de emprego anteriores.
De acordo com o serviço de orientação profissional SamNova, uma lista de empregos falsa pode frequentemente ser identificada como uma lista que está continuamente aberta ou publicada repetidamente.
Um estudo realizado pela Clarify Capital concluiu que muitas empresas enganaram os candidatos a emprego com anúncios falsos sem a intenção de contratar.